# Terry County
Terry County är ett administrativt område i delstaten Texas, USA. År 2010 hade county 12 651 invånare. Den administrativa huvudorten (county seat) är Brownfield.

## Geografi
Enligt United States Census Bureau har countyt en total area på 2 308 km². 2 305 av den arean är land och 3 km² är vatten.

### Angränsande countyn
- Hockley County - norr
- Lynn County - öster
- Dawson County - sydost
- Gaines County - söder
- Yoakum County - väster

### Orter
- Brownfield (huvudort)
- Meadow
- Wellman